# Guspini
Guspini település Olaszországban, Szardínia régióban, Medio Campidano megyében. Lakosainak száma 10 990 fő (2023. január 1.). Guspini Gonnosfanadiga, Pabillonis, Terralba, Arbus, San Nicolò d'Arcidano és San Gavino Monreale községekkel határos.

## Népesség
A település lakossága az elmúlt években az alábbi módon változott:
| Lakosok száma | 11 844 | 11 725 | 10 990 |
|               | 2017   | 2018   | 2023   |